# Klesxovka
Klesxovka (en rus: Клещёвка) és un poble de l'óblast de Saràtov, a Rússia, segons el cens del 2019 tenia 1.064 habitants. Pertany al districte municipal de Saràtov.